# Campionato Primavera 1 2019-2020
Il Campionato Primavera 1 TIM - Trofeo "Giacinto Facchetti" 2019-2020 è stata la 58ª edizione del torneo Primavera, la 3ª nella formula della massima divisione a girone unico, seppur mantenendo i play-off per l'assegnazione del titolo. La squadra campione in carica era l'Atalanta. Il campionato, dopo continue sospensioni, iniziate dal 23 febbraio 2020, in relazione all'emergenza sanitaria causata dal protrarsi della pandemia di COVID-19, viene definitivamente interrotto il 17 giugno 2020, con un comunicato ufficiale emanato dalla Lega Serie A. La classifica finale è stata redatta usando il coefficiente correttivo, assegnando così lo scudetto all'Atalanta, che era in testa alla classifica al momento dell'interruzione del torneo.

## Stagione

### Novità
Nella stagione precedente sono retrocessi Milan e Udinese. Il Genoa, retrocesso dopo aver perso i play-out, è stato riammesso, in quanto il Palermo non si è iscritto al campionato di Serie B. Dal Campionato Primavera 2 sono state promosse Bologna, Pescara e Lazio, quest'ultima vincitrice dei play-off.

### Regolamento
Il campionato Primavera si articola nelle seguenti fasi:
- Prima fase - Girone unico "all'italiana": le 16 società partecipanti sono inserite in un girone unico. Al termine di questa fase, le prime sei società classificate accedono alla fase finale. Le ultime due società classificate retrocedono direttamente al campionato Primavera 2.
- Play-out per la permanenza nel campionato Primavera: le due società classificatesi al 13º ed al 14º posto disputano il play-out per la permanenza nel campionato Primavera 1, con gare di andata, in casa della 14ª, e ritorno, a campo invertito.
- Fase finale: la fase finale ha luogo con il sistema dell’eliminazione diretta in gara unica ed è suddivisa in tre turni: 1º turno, semifinali e finale. Le sei società qualificate sono concentrate nella/e località ove si disputano tutte le gare della fase finale. Le due società classificatesi al 1º e 2º posto al termine del campionato sono considerate teste di serie e accedono direttamente alle semifinali. Le società classificatesi dal 3º al 6º posto accedono al primo turno.

1º Turno: le quattro società ammesse sono accoppiate fra loro secondo il seguente schema:
gara 1: 4ª classificata contro 5ª classificata;
gara 2: 3ª classificata contro 6ª classificata.
In caso di parità al termine di ogni gara del 1º turno, si qualifica alla semifinale la squadra meglio classificata al termine della prima fase (non è previsto lo svolgimento dei tempi supplementari né l’esecuzione dei calci di rigore).
Semifinali: le due società teste di serie e le due società vincenti le gare del 1º turno sono accoppiate fra loro secondo il seguente schema:
1ª classificata contro vincente gara 1;
2ª classificata contro vincente gara 2.
In caso di parità,  al termine di ogni gara di semifinale,  le squadre disputano due tempi supplementari della durata di 15’ ciascuno. Qualora, al termine del secondo tempo supplementare, il punteggio dell’incontro dovesse rimanere ancora in parità, si qualifica alla finale la squadra meglio classificata al termine della prima fase (non è prevista l’esecuzione dei calci di rigore).
Finale: le società vincitrici delle semifinali si affronteranno in finale. In caso di parità, al termine dei 90 minuti regolamentari, le squadre disputano due tempi supplementari della durata di 15’ ciascuno. Qualora, al termine del secondo tempo supplementare, il punteggio dell’incontro dovesse rimanere ancora in parità, si procederà all’esecuzione dei calci di rigore per determinare la società Campione d'Italia 2019-2020.

## Squadre partecipanti
| Club       | Città         | Impianto                                              | Stagione precedente                              |
| ---------- | ------------- | ----------------------------------------------------- | ------------------------------------------------ |
| Atalanta   | Bergamo       | Centro Sportivo Bortolotti (Zingonia)                 | 1º posto nel Campionato Primavera 1              |
| Bologna    | Bologna       | Centro Sportivo Biavati (Corticella)                  | 1º posto nel girone A del Campionato Primavera 2 |
| Cagliari   | Cagliari      | Centro Sportivo Asseminello (Assemini)                | 7º posto nel Campionato Primavera 1              |
| Chievo     | Verona        | Campo Comunale (Caselle di Sommacampagna)             | 6º posto nel Campionato Primavera 1              |
| Empoli     | Empoli (FI)   | Centro Sportivo Monteboro                             | 13º posto nel Campionato Primavera 1             |
| Fiorentina | Firenze       | Stadio comunale Gino Bozzi                            | 5º posto nel Campionato Primavera 1              |
| Genoa      | Genova        | Campo sportivo comunale "Begato 9"                    | 14º posto nel Campionato Primavera 1             |
| Inter      | Milano        | Stadio Breda (Sesto San Giovanni)                     | 2º posto nel Campionato Primavera 1              |
| Juventus   | Torino        | Juventus Center (Vinovo)                              | 8º posto nel Campionato Primavera 1              |
| Lazio      | Roma          | Centro sportivo (Formello)                            | 2º posto nel girone B del Campionato Primavera 2 |
| Napoli     | Napoli        | Stadio Pasquale Ianniello (Frattamaggiore)            | 10º posto nel Campionato Primavera 1             |
| Pescara    | Pescara       | Centro Sportivo "Delfino Pescara" (Città Sant'Angelo) | 1º posto nel girone B del Campionato Primavera 2 |
| Roma       | Roma          | Stadio Tre Fontane                                    | 3º posto nel Campionato Primavera 1              |
| Sampdoria  | Genova        | Campo comunale R.Garrone (Bogliasco)                  | 11º posto nel Campionato Primavera 1             |
| Sassuolo   | Sassuolo (MO) | Stadio Enzo Ricci                                     | 12º posto nel Campionato Primavera 1             |
| Torino     | Torino        | Centro Sportivo Filadelfia                            | 4º posto nel Campionato Primavera 1              |

## Allenatori
| Squadra    | Allenatore                                                 |
| ---------- | ---------------------------------------------------------- |
| Atalanta   | Massimo Brambilla                                          |
| Bologna    | Emanuele Troise                                            |
| Cagliari   | Massimiliano Canzi (1ª-20ª) Luigi Lavecchia (21ª)          |
| Chievo     | Paolo Mandelli                                             |
| Empoli     | Antonio Buscè                                              |
| Fiorentina | Emiliano Bigica                                            |
| Genoa      | Luca Chiappino                                             |
| Inter      | Armando Madonna                                            |
| Juventus   | Lamberto Zauli                                             |
| Lazio      | Leonardo Menichini                                         |
| Napoli     | Roberto Baronio (1ª-15ª) Giuseppe Angelini (16ª-21ª)       |
| Pescara    | Nicola Legrottaglie (1ª-15ª) Antonio Di Battista (16ª-21ª) |
| Roma       | Alberto De Rossi                                           |
| Sampdoria  | Marcello Cottafava                                         |
| Sassuolo   | Francesco Turrini                                          |
| Torino     | Marco Sesia                                                |

## Classifica finale
Fonte: comunicato ufficiale FIGC.
- {\displaystyle PT} è il punteggio totale accumulato in classifica fino al momento della sospensione definitiva;
- {\displaystyle MPc} è la media punti realizzati nelle gare disputate in casa fino al momento della sospensione definitiva;
- {\displaystyle NPc} è il numero di partite rimanenti da giocare in casa secondo il calendario ordinario;
- {\displaystyle MPt} è la media punti realizzati nelle gare disputate in trasferta fino al momento della sospensione definitiva;
- {\displaystyle NPt} è il numero di partite rimanenti da giocare in trasferta secondo il calendario ordinario.

|  | Pos. | Squadra    | PF    | Pt | G  | V  | N | P  | GF | GS | DR  |
|  | ---- | ---------- | ----- | -- | -- | -- | - | -- | -- | -- | --- |
|  | 1.   | Atalanta   | 75,83 | 48 | 19 | 15 | 3 | 1  | 48 | 16 | +32 |
|  | 2.   | Cagliari   | 68,64 | 45 | 20 | 14 | 3 | 3  | 37 | 20 | +17 |
|  | 3.   | Inter      | 56,05 | 39 | 21 | 11 | 6 | 4  | 45 | 25 | +20 |
|  | 4.   | Juventus   | 47,50 | 35 | 21 | 10 | 5 | 6  | 31 | 31 | 0   |
|  | 5.   | Genoa      | 45,42 | 31 | 21 | 9  | 4 | 8  | 36 | 33 | +3  |
|  | 6.   | Roma       | 45,00 | 32 | 21 | 9  | 5 | 7  | 52 | 44 | +8  |
|  | 7.   | Empoli     | 43,36 | 30 | 21 | 8  | 6 | 7  | 27 | 33 | -6  |
|  | 8.   | Sampdoria  | 41,25 | 31 | 21 | 9  | 4 | 8  | 31 | 36 | -5  |
|  | 9.   | Bologna    | 39,85 | 25 | 20 | 8  | 1 | 11 | 31 | 43 | -12 |
|  | 10.  | Sassuolo   | 38,86 | 27 | 21 | 7  | 6 | 8  | 36 | 36 | 0   |
|  | 11.  | Lazio      | 38,17 | 24 | 19 | 7  | 3 | 9  | 23 | 32 | -9  |
|  | 12.  | Fiorentina | 34,55 | 24 | 20 | 6  | 6 | 8  | 27 | 27 | 0   |
|  | 13.  | Torino     | 33,94 | 22 | 20 | 5  | 7 | 8  | 18 | 20 | -2  |
|  | 14.  | Pescara    | 20,86 | 15 | 21 | 4  | 3 | 14 | 31 | 44 | -13 |
|  | 15.  | Chievo     | 19,00 | 12 | 19 | 2  | 6 | 11 | 26 | 43 | -17 |
|  | 16.  | Napoli     | 18,27 | 13 | 21 | 3  | 4 | 14 | 23 | 39 | -16 |

Legenda:
      Campione d'Italia.
      Retrocesse in Campionato Primavera 2 2020-2021.
Note:
Tre punti per la vittoria, uno per il pareggio, zero per la sconfitta.

## Risultati

### Calendario
Il calendario è stato reso noto dalla Lega Serie A il 6 agosto 2019.
| andata (1ª) | andata (1ª) | 1ª giornata        | ritorno (16ª) | ritorno (16ª) |
|             |             |                    |               |               |
| 14 set.     | 1-1         | Cagliari-Genoa     | 3-1           | 26 gen.       |
| 15 set.     | 6-3         | Fiorentina-Bologna | 1-0           | 25 gen.       |
| 14 set.     | 3-0         | Juventus-Empoli    | 0-2           | 25 gen.       |
| 14 set.     | 1-0         | Napoli-Torino      | 2-1           | 26 gen.       |
| 13 set.     | 2-3         | Pescara-Inter      | 2-2           | 25 gen.       |
| 16 set.     | 6-3         | Roma-Chievo        | 2-2           | 24 gen.       |
| 14 set.     | 2-3         | Sampdoria-Atalanta | 2-2           | 25 gen.       |
| 15 set.     | 2-3         | Sassuolo-Lazio     | 2-0           | 26 gen.       |

| andata (2ª) | andata (2ª) | 2ª giornata       | ritorno (17ª) | ritorno (17ª) |
|             |             |                   |               |               |
| 22 set.     | 5-0         | Atalanta-Juventus | 1-2           | 1° feb.       |
| 21 set.     | 3-2         | Bologna-Napoli    | 1-0           | 1° feb.       |
| 22 set.     | 0-1         | Chievo-Sampdoria  | 2-2           | 3 feb.        |
| 20 set.     | 1-2         | Empoli-Cagliari   | 1-2           | 2 feb.        |
| 21 set.     | 3-0         | Genoa-Sassuolo    | 3-4           | 2 feb.        |
| 21 set.     | 1-0         | Inter-Fiorentina  | 2-1           | 1° feb.       |
| 21 set.     | 2-1         | Lazio-Pescara     | 4-2           | 1° feb.       |
| 23 set.     | 3-2         | Torino-Roma       | 2-1           | 1° feb.       |

| andata (1ª) | andata (1ª) | 1ª giornata        | ritorno (16ª) | ritorno (16ª) |
|             |             |                    |               |               |
| 14 set.     | 1-1         | Cagliari-Genoa     | 3-1           | 26 gen.       |
| 15 set.     | 6-3         | Fiorentina-Bologna | 1-0           | 25 gen.       |
| 14 set.     | 3-0         | Juventus-Empoli    | 0-2           | 25 gen.       |
| 14 set.     | 1-0         | Napoli-Torino      | 2-1           | 26 gen.       |
| 13 set.     | 2-3         | Pescara-Inter      | 2-2           | 25 gen.       |
| 16 set.     | 6-3         | Roma-Chievo        | 2-2           | 24 gen.       |
| 14 set.     | 2-3         | Sampdoria-Atalanta | 2-2           | 25 gen.       |
| 15 set.     | 2-3         | Sassuolo-Lazio     | 2-0           | 26 gen.       |

| andata (2ª) | andata (2ª) | 2ª giornata       | ritorno (17ª) | ritorno (17ª) |
|             |             |                   |               |               |
| 22 set.     | 5-0         | Atalanta-Juventus | 1-2           | 1° feb.       |
| 21 set.     | 3-2         | Bologna-Napoli    | 1-0           | 1° feb.       |
| 22 set.     | 0-1         | Chievo-Sampdoria  | 2-2           | 3 feb.        |
| 20 set.     | 1-2         | Empoli-Cagliari   | 1-2           | 2 feb.        |
| 21 set.     | 3-0         | Genoa-Sassuolo    | 3-4           | 2 feb.        |
| 21 set.     | 1-0         | Inter-Fiorentina  | 2-1           | 1° feb.       |
| 21 set.     | 2-1         | Lazio-Pescara     | 4-2           | 1° feb.       |
| 23 set.     | 3-2         | Torino-Roma       | 2-1           | 1° feb.       |

| andata (3ª) | andata (3ª) | 3ª giornata       | ritorno (18ª) | ritorno (18ª) |
|             |             |                   |               |               |
| 30 set.     | 3-2         | Bologna-Chievo    | 4-3           | 8 feb.        |
| 28 set.     | 3-0         | Fiorentina-Roma   | 1-2           | 8 feb.        |
| 28 set.     | 1-0         | Genoa-Torino      | 0-0           | 9 feb.        |
| 28 set.     | 0-2         | Juventus-Cagliari | 1-1           | 9 feb.        |
| 29 set.     | 0-0         | Lazio-Empoli      | 3-1           | 7 feb.        |
| 28 set.     | 0-1         | Napoli-Inter      | 0-5           | 8 feb.        |
| 29 set.     | 3-0         | Pescara-Sampdoria | 0-1           | 8 feb.        |
| 28 set.     | 0-2         | Sassuolo-Atalanta | 1-2           | 8 feb.        |

| andata (4ª) | andata (4ª) | 4ª giornata       | ritorno (19ª) | ritorno (19ª) |
|             |             |                   |               |               |
| 5 ott.      | 5-2         | Atalanta-Pescara  | 1-0           | 15 feb.       |
| 5 ott.      | 4-2         | Cagliari-Sassuolo | 1-0           | 15 feb.       |
| 6 ott.      | 1-4         | Chievo-Genoa      | 0-3           | 16 feb.       |
| 7 ott.      | 1-1         | Empoli-Napoli     | 3-1           | 17 feb.       |
| 6 ott.      | 5-1         | Inter-Juventus    | 1-1           | 15 feb.       |
| 5 ott.      | 2-0         | Roma-Bologna      | 1-3           | 15 feb.       |
| 4 ott.      | 2-1         | Sampdoria-Lazio   | 1-1           | 17 feb.       |
| 5 ott.      | 1-1         | Torino-Fiorentina | 0-1           | 15 feb.       |

| andata (3ª) | andata (3ª) | 3ª giornata       | ritorno (18ª) | ritorno (18ª) |
|             |             |                   |               |               |
| 30 set.     | 3-2         | Bologna-Chievo    | 4-3           | 8 feb.        |
| 28 set.     | 3-0         | Fiorentina-Roma   | 1-2           | 8 feb.        |
| 28 set.     | 1-0         | Genoa-Torino      | 0-0           | 9 feb.        |
| 28 set.     | 0-2         | Juventus-Cagliari | 1-1           | 9 feb.        |
| 29 set.     | 0-0         | Lazio-Empoli      | 3-1           | 7 feb.        |
| 28 set.     | 0-1         | Napoli-Inter      | 0-5           | 8 feb.        |
| 29 set.     | 3-0         | Pescara-Sampdoria | 0-1           | 8 feb.        |
| 28 set.     | 0-2         | Sassuolo-Atalanta | 1-2           | 8 feb.        |

| andata (4ª) | andata (4ª) | 4ª giornata       | ritorno (19ª) | ritorno (19ª) |
|             |             |                   |               |               |
| 5 ott.      | 5-2         | Atalanta-Pescara  | 1-0           | 15 feb.       |
| 5 ott.      | 4-2         | Cagliari-Sassuolo | 1-0           | 15 feb.       |
| 6 ott.      | 1-4         | Chievo-Genoa      | 0-3           | 16 feb.       |
| 7 ott.      | 1-1         | Empoli-Napoli     | 3-1           | 17 feb.       |
| 6 ott.      | 5-1         | Inter-Juventus    | 1-1           | 15 feb.       |
| 5 ott.      | 2-0         | Roma-Bologna      | 1-3           | 15 feb.       |
| 4 ott.      | 2-1         | Sampdoria-Lazio   | 1-1           | 17 feb.       |
| 5 ott.      | 1-1         | Torino-Fiorentina | 0-1           | 15 feb.       |

| andata (5ª) | andata (5ª) | 5ª giornata       | ritorno (20ª) | ritorno (20ª) |
|             |             |                   |               |               |
| 19 ott.     | 2-0         | Bologna-Sampdoria | 2-4           | 22 feb.       |
| 20 ott.     | 1-1         | Fiorentina-Chievo |               | n.d.          |
| 19 ott.     | 4-3         | Genoa-Inter       | 0-3           | 22 feb.       |
| 18 ott.     | 0-2         | Lazio-Atalanta    |               | n.d.          |
| 19 ott.     | 1-2         | Napoli-Roma       | 3-3           | 24 feb.       |
| 18 ott.     | 3-1         | Pescara-Juventus  | 0-1           | 23 feb.       |
| 21 ott.     | 3-3         | Sassuolo-Empoli   | 1-1           | 22 feb.       |
| 20 ott.     | 1-3         | Torino-Cagliari   | 0-1           | 22 feb.       |

| andata (6ª) | andata (6ª) | 6ª giornata        | ritorno (21ª) | ritorno (21ª) |
|             |             |                    |               |               |
| 4 dic.      | 4-0         | Atalanta-Empoli    |               | n.d.          |
| 27 ott.     | 3-1         | Cagliari-Lazio     |               | n.d.          |
| 27 ott.     | 1-1         | Chievo-Napoli      |               | n.d.          |
| 23 ott.     | 3-3         | Fiorentina-Pescara |               | n.d.          |
| 4 dic.      | 4-0         | Inter-Bologna      |               | n.d.          |
| 26 ott.     | 2-1         | Juventus-Sassuolo  |               | n.d.          |
| 26 ott.     | 4-1         | Roma-Genoa         |               | n.d.          |
| 28 ott.     | 3-0         | Sampdoria-Torino   |               | n.d.          |

| andata (5ª) | andata (5ª) | 5ª giornata       | ritorno (20ª) | ritorno (20ª) |
|             |             |                   |               |               |
| 19 ott.     | 2-0         | Bologna-Sampdoria | 2-4           | 22 feb.       |
| 20 ott.     | 1-1         | Fiorentina-Chievo |               | n.d.          |
| 19 ott.     | 4-3         | Genoa-Inter       | 0-3           | 22 feb.       |
| 18 ott.     | 0-2         | Lazio-Atalanta    |               | n.d.          |
| 19 ott.     | 1-2         | Napoli-Roma       | 3-3           | 24 feb.       |
| 18 ott.     | 3-1         | Pescara-Juventus  | 0-1           | 23 feb.       |
| 21 ott.     | 3-3         | Sassuolo-Empoli   | 1-1           | 22 feb.       |
| 20 ott.     | 1-3         | Torino-Cagliari   | 0-1           | 22 feb.       |

| andata (6ª) | andata (6ª) | 6ª giornata        | ritorno (21ª) | ritorno (21ª) |
|             |             |                    |               |               |
| 4 dic.      | 4-0         | Atalanta-Empoli    |               | n.d.          |
| 27 ott.     | 3-1         | Cagliari-Lazio     |               | n.d.          |
| 27 ott.     | 1-1         | Chievo-Napoli      |               | n.d.          |
| 23 ott.     | 3-3         | Fiorentina-Pescara |               | n.d.          |
| 4 dic.      | 4-0         | Inter-Bologna      |               | n.d.          |
| 26 ott.     | 2-1         | Juventus-Sassuolo  |               | n.d.          |
| 26 ott.     | 4-1         | Roma-Genoa         |               | n.d.          |
| 28 ott.     | 3-0         | Sampdoria-Torino   |               | n.d.          |

| andata (7ª) | andata (7ª) | 7ª giornata       | ritorno (22ª) | ritorno (22ª) |
|             |             |                   |               |               |
| 2 nov.      | 1-2         | Cagliari-Atalanta |               | n.d.          |
| 3 nov.      | 1-0         | Empoli-Sampdoria  | 2-0           | 8 mar.        |
| 4 dic.      | 2-2         | Genoa-Juventus    | 2-1           | 8 mar.        |
| 1° nov.     | 2-4         | Inter-Roma        | 3-3           | 7 mar.        |
| 2 nov.      | 0-3         | Lazio-Chievo      |               | n.d.          |
| 2 nov.      | 1-1         | Napoli-Fiorentina | 1-2           | 6 mar.        |
| 2 nov.      | 2-1         | Sassuolo-Pescara  | 2-1           | 7 mar.        |
| 3 nov.      | 5-1         | Torino-Bologna    |               | n.d.          |

| andata (8ª) | andata (8ª) | 8ª giornata      | ritorno (23ª) | ritorno (23ª) |
|             |             |                  |               |               |
| 9 nov.      | 4-0         | Bologna-Empoli   |               | n.d.          |
| 9 nov.      | 2-0         | Chievo-Torino    |               | n.d.          |
| 9 nov.      | 0-4         | Fiorentina-Genoa |               | n.d.          |
| 10 nov.     | 3-1         | Juventus-Lazio   |               | n.d.          |
| 9 nov.      | 3-4         | Napoli-Sassuolo  |               | n.d.          |
| 9 nov.      | 1-4         | Pescara-Cagliari |               | n.d.          |
| 10 nov.     | 3-3         | Roma-Atalanta    |               | n.d.          |
| 22 gen.     | 2-1         | Sampdoria-Inter  |               | n.d.          |

| andata (7ª) | andata (7ª) | 7ª giornata       | ritorno (22ª) | ritorno (22ª) |
|             |             |                   |               |               |
| 2 nov.      | 1-2         | Cagliari-Atalanta |               | n.d.          |
| 3 nov.      | 1-0         | Empoli-Sampdoria  | 2-0           | 8 mar.        |
| 4 dic.      | 2-2         | Genoa-Juventus    | 2-1           | 8 mar.        |
| 1° nov.     | 2-4         | Inter-Roma        | 3-3           | 7 mar.        |
| 2 nov.      | 0-3         | Lazio-Chievo      |               | n.d.          |
| 2 nov.      | 1-1         | Napoli-Fiorentina | 1-2           | 6 mar.        |
| 2 nov.      | 2-1         | Sassuolo-Pescara  | 2-1           | 7 mar.        |
| 3 nov.      | 5-1         | Torino-Bologna    |               | n.d.          |

| andata (8ª) | andata (8ª) | 8ª giornata      | ritorno (23ª) | ritorno (23ª) |
|             |             |                  |               |               |
| 9 nov.      | 4-0         | Bologna-Empoli   |               | n.d.          |
| 9 nov.      | 2-0         | Chievo-Torino    |               | n.d.          |
| 9 nov.      | 0-4         | Fiorentina-Genoa |               | n.d.          |
| 10 nov.     | 3-1         | Juventus-Lazio   |               | n.d.          |
| 9 nov.      | 3-4         | Napoli-Sassuolo  |               | n.d.          |
| 9 nov.      | 1-4         | Pescara-Cagliari |               | n.d.          |
| 10 nov.     | 3-3         | Roma-Atalanta    |               | n.d.          |
| 22 gen.     | 2-1         | Sampdoria-Inter  |               | n.d.          |

| andata (9ª) | andata (9ª) | 9ª giornata        | ritorno (24ª) | ritorno (24ª) |
|             |             |                    |               |               |
| 22 nov.     | 4-1         | Atalanta-Napoli    |               | n.d.          |
| 24 nov.     | 1-0         | Cagliari-Bologna   |               | n.d.          |
| 23 nov.     | 1-0         | Empoli-Fiorentina  |               | n.d.          |
| 25 nov.     | 2-1         | Genoa-Pescara      |               | n.d.          |
| 23 nov.     | 0-0         | Inter-Torino       |               | n.d.          |
| 22 nov.     | 4-1         | Juventus-Chievo    |               | n.d.          |
| 23 nov.     | 2-1         | Lazio-Roma         |               | n.d.          |
| 23 nov.     | 5-1         | Sassuolo-Sampdoria |               | n.d.          |

| andata (10ª) | andata (10ª) | 10ª giornata        | ritorno (25ª) | ritorno (25ª) |
|              |              |                     |               |               |
| 30 nov.      | 1-0          | Bologna-Genoa       |               | n.d.          |
| 1° dic.      | 0-1          | Chievo-Inter        |               | n.d.          |
| 30 nov.      | 0-1          | Fiorentina-Atalanta |               | n.d.          |
| 1° dic.      | 0-1          | Napoli-Cagliari     |               | n.d.          |
| 30 nov.      | 2-3          | Pescara-Empoli      |               | n.d.          |
| 29 nov.      | 4-3          | Roma-Sassuolo       |               | n.d.          |
| 30 nov.      | 0-2          | Sampdoria-Juventus  |               | n.d.          |
| 30 nov.      | 1-0          | Torino-Lazio        |               | n.d.          |

| andata (9ª) | andata (9ª) | 9ª giornata        | ritorno (24ª) | ritorno (24ª) |
|             |             |                    |               |               |
| 22 nov.     | 4-1         | Atalanta-Napoli    |               | n.d.          |
| 24 nov.     | 1-0         | Cagliari-Bologna   |               | n.d.          |
| 23 nov.     | 1-0         | Empoli-Fiorentina  |               | n.d.          |
| 25 nov.     | 2-1         | Genoa-Pescara      |               | n.d.          |
| 23 nov.     | 0-0         | Inter-Torino       |               | n.d.          |
| 22 nov.     | 4-1         | Juventus-Chievo    |               | n.d.          |
| 23 nov.     | 2-1         | Lazio-Roma         |               | n.d.          |
| 23 nov.     | 5-1         | Sassuolo-Sampdoria |               | n.d.          |

| andata (10ª) | andata (10ª) | 10ª giornata        | ritorno (25ª) | ritorno (25ª) |
|              |              |                     |               |               |
| 30 nov.      | 1-0          | Bologna-Genoa       |               | n.d.          |
| 1° dic.      | 0-1          | Chievo-Inter        |               | n.d.          |
| 30 nov.      | 0-1          | Fiorentina-Atalanta |               | n.d.          |
| 1° dic.      | 0-1          | Napoli-Cagliari     |               | n.d.          |
| 30 nov.      | 2-3          | Pescara-Empoli      |               | n.d.          |
| 29 nov.      | 4-3          | Roma-Sassuolo       |               | n.d.          |
| 30 nov.      | 0-2          | Sampdoria-Juventus  |               | n.d.          |
| 30 nov.      | 1-0          | Torino-Lazio        |               | n.d.          |

| andata (11ª) | andata (11ª) | 11ª giornata        | ritorno (26ª) | ritorno (26ª) |
|              |              |                     |               |               |
| 7 dic.       | 2-0          | Atalanta-Chievo     |               | n.d.          |
| 8 dic.       | 2-0          | Cagliari-Sampdoria  |               | n.d.          |
| 8 dic.       | 2-1          | Empoli-Roma         |               | n.d.          |
| 7 dic.       | 0-3          | Genoa-Napoli        |               | n.d.          |
| 7 dic.       | 1-1          | Juventus-Torino     |               | n.d.          |
| 7 dic.       | 0-2          | Lazio-Inter         |               | n.d.          |
| 9 dic.       | 3-1          | Pescara-Bologna     |               | n.d.          |
| 7 dic.       | 0-0          | Sassuolo-Fiorentina |               | n.d.          |

| andata (12ª) | andata (12ª) | 12ª giornata        | ritorno (27ª) | ritorno (27ª) |
|              |              |                     |               |               |
| 15 dic.      | 1-4          | Bologna-Atalanta    |               | n.d.          |
| 15 dic.      | 2-2          | Chievo-Pescara      |               | n.d.          |
| 14 dic.      | 2-0          | Fiorentina-Cagliari |               | n.d.          |
| 14 dic.      | 1-1          | Inter-Sassuolo      |               | n.d.          |
| 14 dic.      | 1-2          | Napoli-Lazio        |               | n.d.          |
| 15 dic.      | 0-0          | Roma-Juventus       |               | n.d.          |
| 13 dic.      | 1-0          | Sampdoria-Genoa     |               | n.d.          |
| 14 dic.      | 0-0          | Torino-Empoli       |               | n.d.          |

| andata (11ª) | andata (11ª) | 11ª giornata        | ritorno (26ª) | ritorno (26ª) |
|              |              |                     |               |               |
| 7 dic.       | 2-0          | Atalanta-Chievo     |               | n.d.          |
| 8 dic.       | 2-0          | Cagliari-Sampdoria  |               | n.d.          |
| 8 dic.       | 2-1          | Empoli-Roma         |               | n.d.          |
| 7 dic.       | 0-3          | Genoa-Napoli        |               | n.d.          |
| 7 dic.       | 1-1          | Juventus-Torino     |               | n.d.          |
| 7 dic.       | 0-2          | Lazio-Inter         |               | n.d.          |
| 9 dic.       | 3-1          | Pescara-Bologna     |               | n.d.          |
| 7 dic.       | 0-0          | Sassuolo-Fiorentina |               | n.d.          |

| andata (12ª) | andata (12ª) | 12ª giornata        | ritorno (27ª) | ritorno (27ª) |
|              |              |                     |               |               |
| 15 dic.      | 1-4          | Bologna-Atalanta    |               | n.d.          |
| 15 dic.      | 2-2          | Chievo-Pescara      |               | n.d.          |
| 14 dic.      | 2-0          | Fiorentina-Cagliari |               | n.d.          |
| 14 dic.      | 1-1          | Inter-Sassuolo      |               | n.d.          |
| 14 dic.      | 1-2          | Napoli-Lazio        |               | n.d.          |
| 15 dic.      | 0-0          | Roma-Juventus       |               | n.d.          |
| 13 dic.      | 1-0          | Sampdoria-Genoa     |               | n.d.          |
| 14 dic.      | 0-0          | Torino-Empoli       |               | n.d.          |

| andata (13ª) | andata (13ª) | 13ª giornata     | ritorno (28ª) | ritorno (28ª) |
|              |              |                  |               |               |
| 21 dic.      | 2-1          | Atalanta-Inter   |               | n.d.          |
| 21 dic.      | 1-5          | Cagliari-Roma    |               | n.d.          |
| 21 dic.      | 1-1          | Empoli-Genoa     |               | n.d.          |
| 21 dic.      | 3-2          | Juventus-Bologna |               | n.d.          |
| 21 dic.      | 2-1          | Lazio-Fiorentina |               | n.d.          |
| 21 dic.      | 0-3          | Pescara-Torino   |               | n.d.          |
| 22 dic.      | 2-1          | Sampdoria-Napoli |               | n.d.          |
| 20 dic.      | 1-1          | Sassuolo-Chievo  |               | n.d.          |

| andata (14ª) | andata (14ª) | 14ª giornata         | ritorno (29ª) | ritorno (29ª) |
|              |              |                      |               |               |
| 12 gen.      | 0-0          | Bologna-Lazio        |               | n.d.          |
| 11 gen.      | 0-3          | Chievo-Cagliari      |               | n.d.          |
| 11 gen.      | 2-2          | Fiorentina-Sampdoria |               | n.d.          |
| 10 gen.      | 0-3          | Genoa-Atalanta       |               | n.d.          |
| 12 gen.      | 3-1          | Inter-Empoli         |               | n.d.          |
| 11 gen.      | 0-1          | Napoli-Juventus      |               | n.d.          |
| 12 gen.      | 2-1          | Roma-Pescara         |               | n.d.          |
| 11 gen.      | 0-0          | Torino-Sassuolo      |               | n.d.          |

| andata (13ª) | andata (13ª) | 13ª giornata     | ritorno (28ª) | ritorno (28ª) |
|              |              |                  |               |               |
| 21 dic.      | 2-1          | Atalanta-Inter   |               | n.d.          |
| 21 dic.      | 1-5          | Cagliari-Roma    |               | n.d.          |
| 21 dic.      | 1-1          | Empoli-Genoa     |               | n.d.          |
| 21 dic.      | 3-2          | Juventus-Bologna |               | n.d.          |
| 21 dic.      | 2-1          | Lazio-Fiorentina |               | n.d.          |
| 21 dic.      | 0-3          | Pescara-Torino   |               | n.d.          |
| 22 dic.      | 2-1          | Sampdoria-Napoli |               | n.d.          |
| 20 dic.      | 1-1          | Sassuolo-Chievo  |               | n.d.          |

| andata (14ª) | andata (14ª) | 14ª giornata         | ritorno (29ª) | ritorno (29ª) |
|              |              |                      |               |               |
| 12 gen.      | 0-0          | Bologna-Lazio        |               | n.d.          |
| 11 gen.      | 0-3          | Chievo-Cagliari      |               | n.d.          |
| 11 gen.      | 2-2          | Fiorentina-Sampdoria |               | n.d.          |
| 10 gen.      | 0-3          | Genoa-Atalanta       |               | n.d.          |
| 12 gen.      | 3-1          | Inter-Empoli         |               | n.d.          |
| 11 gen.      | 0-1          | Napoli-Juventus      |               | n.d.          |
| 12 gen.      | 2-1          | Roma-Pescara         |               | n.d.          |
| 11 gen.      | 0-0          | Torino-Sassuolo      |               | n.d.          |

| \| andata (15ª) \| andata (15ª) \| 15ª giornata \| ritorno (30ª) \| ritorno (30ª) \| \| \| \| \| \| \| \| 19 gen. \| 0-0 \| Atalanta-Torino \| \| n.d. \| \| 18 gen. \| 1-1 \| Cagliari-Inter \| \| n.d. \| \| 18 gen. \| 3-2 \| Empoli-Chievo \| \| n.d. \| \| 18 gen. \| 2-1 \| Juventus-Fiorentina \| \| n.d. \| \| 20 gen. \| 1-4 \| Lazio-Genoa \| \| n.d. \| \| 19 gen. \| 1-0 \| Pescara-Napoli \| \| n.d. \| \| 18 gen. \| 5-4 \| Sampdoria-Roma \| \| n.d. \| \| 19 gen. \| 2-0 \| Sassuolo-Bologna \| \| n.d. \| |              |                     |               |               |
| andata (15ª) | andata (15ª) | 15ª giornata        | ritorno (30ª) | ritorno (30ª) |
| |              |                     |               |               |
| 19 gen. | 0-0          | Atalanta-Torino     |               | n.d.          |
| 18 gen. | 1-1          | Cagliari-Inter      |               | n.d.          |
| 18 gen. | 3-2          | Empoli-Chievo       |               | n.d.          |
| 18 gen. | 2-1          | Juventus-Fiorentina |               | n.d.          |
| 20 gen. | 1-4          | Lazio-Genoa         |               | n.d.          |
| 19 gen. | 1-0          | Pescara-Napoli      |               | n.d.          |
| 18 gen. | 5-4          | Sampdoria-Roma      |               | n.d.          |
| 19 gen. | 2-0          | Sassuolo-Bologna    |               | n.d.          |

| andata (15ª) | andata (15ª) | 15ª giornata        | ritorno (30ª) | ritorno (30ª) |
|              |              |                     |               |               |
| 19 gen.      | 0-0          | Atalanta-Torino     |               | n.d.          |
| 18 gen.      | 1-1          | Cagliari-Inter      |               | n.d.          |
| 18 gen.      | 3-2          | Empoli-Chievo       |               | n.d.          |
| 18 gen.      | 2-1          | Juventus-Fiorentina |               | n.d.          |
| 20 gen.      | 1-4          | Lazio-Genoa         |               | n.d.          |
| 19 gen.      | 1-0          | Pescara-Napoli      |               | n.d.          |
| 18 gen.      | 5-4          | Sampdoria-Roma      |               | n.d.          |
| 19 gen.      | 2-0          | Sassuolo-Bologna    |               | n.d.          |

## Statistiche

### Squadre

#### Classifiche di rendimento

##### Rendimento andata-ritorno
| Andata     | Andata | Ritorno    | Ritorno |
|            |        |            |         |
| Atalanta   | 41     | Cagliari   | 13      |
| Cagliari   | 32     | Inter      | 12      |
| Inter      | 27     | Sassuolo   | 10      |
| Juventus   | 27     | Empoli     | 10      |
| Roma       | 26     | Bologna    | 9       |
| Genoa      | 24     | Fiorentina | 9       |
| Sampdoria  | 22     | Sampdoria  | 9       |
| Empoli     | 20     | Juventus   | 8       |
| Torino     | 18     | Atalanta   | 7       |
| Sassuolo   | 17     | Genoa      | 7       |
| Lazio      | 17     | Lazio      | 7       |
| Bologna    | 16     | Roma       | 6       |
| Fiorentina | 15     | Napoli     | 4       |
| Pescara    | 14     | Torino     | 4       |
| Chievo     | 10     | Chievo     | 2       |
| Napoli     | 9      | Pescara    | 1       |

### Record stagionali
- Maggior numero di vittorie: Atalanta (15)
- Minor numero di vittorie: Chievo (2)
- Maggior numero di pareggi: Torino (7)
- Minor numero di pareggi: Bologna (1)
- Maggior numero di sconfitte: Napoli e Pescara (14)
- Minor numero di sconfitte: Atalanta (1)
- Miglior attacco: Roma (52 goal fatti)
- Peggior attacco: Torino (18 goal fatti)
- Miglior difesa: Atalanta (16 goal subiti)
- Peggior difesa: Pescara e Roma (44 goal subiti)
- Miglior differenza reti: Atalanta (+32)
- Peggior differenza reti: Chievo (-17)
- Miglior serie positiva: Atalanta (16, 1ª-16ª)
- Maggior numero di vittorie consecutive: Atalanta (7, 6ª e 9ª-14ª)
- Maggior numero di pareggi consecutivi: Fiorentina (4, 4ª-7ª) e Sassuolo (4, 11ª-14ª)
- Maggior numero di sconfitte consecutive: Lazio (5, 4ª-8ª) e Pescara (5, 17ª-20ª e 22ª)
- Partite con maggior numero di gol: Fiorentina-Bologna 6-3, Roma-Chievo 6-3 e Sampdoria-Roma 5-4 (9)
- Pareggio con maggior numero di gol: Sassuolo-Empoli 3-3, Fiorentina-Pescara 3-3, Roma-Atalanta 3-3, Roma-Napoli 3-3 e Roma-Inter 3-3 (6)
- Partita con maggiore scarto di gol: Atalanta-Juventus 5-0 e Inter-Napoli 5-0 (5)

### Classifica marcatori
| Gol | Rigori |  | Giocatore          | Squadra   |
| --- | ------ |  | ------------------ | --------- |
| 15  |        |  | Samuele Mulattieri | Inter     |
| 13  | 3      |  | Flavio Bianchi     | Genoa     |
| 12  | 1      |  | Ebrima Colley      | Atalanta  |
| 11  | 2      |  | Musa Juwara        | Bologna   |
| 11  | 2      |  | Alessio Riccardi   | Roma      |
| 10  | 3      |  | Fabian Pavone      | Pescara   |
| 9   | 5      |  | Felice D'Amico     | Sampdoria |
| 9   |        |  | Luca Gagliano      | Cagliari  |
| 8   | 2      |  | Kevin Cannavò      | Empoli    |
| 8   | 1      |  | Matias Fonseca     | Inter     |
| 8   |        |  | Luca Moro          | Genoa     |
| 8   | 1      |  | Pietro Rovaglia    | Chievo    |
| 7   |        |  | Amadou Diambo      | Pescara   |
| 7   | 4      |  | Giacomo Manzari    | Sassuolo  |
| 7   |        |  | Roberto Piccoli    | Atalanta  |
| 7   |        |  | Nicola Rauti       | Torino    |
| 7   |        |  | Thomas Schirò      | Inter     |
| 7   | 5      |  | Agapios Vrikkis    | Napoli    |

## Play-out
Annullati in seguito alla disposizione di sospensione definitiva, emanata dalla Lega Serie A, in seguito al protrarsi dell'emergenza sanitaria causata dalla pandemia di COVID-19.

## Fase finale
Annullata in seguito alla disposizione di sospensione definitiva, emanata dalla Lega Serie A, in seguito al protrarsi dell'emergenza sanitaria causata dalla pandemia di COVID-19.